# Parochlus selkirki
Parochlus selkirki är en tvåvingeart som först beskrevs av Wirth 1952.  Parochlus selkirki ingår i släktet Parochlus och familjen fjädermyggor.
Artens utbredningsområde är Juan Fernández-öarna. Inga underarter finns listade i Catalogue of Life.